# Abu Mahmud Hamid ibn al-Khidr al-Khudjandi
Abu Mahmud Hamid ibn al-Khidr al-Khudjandi (persa: ابومحمود حامد بن خضر خجندی)  (Khudjand, c. 940 - c. 1000), conegut simplement com Al Khujandí, fou un astrònom i matemàtic persa.
Era de la noblesa i dirigia la tribu assentada a Khujand on hauria nascut (d'aquí la seva nisba al-Khujandí). Se'n conserva un manuscrit de geometria i alguns d'astronomia i és esmentat per diversos autors de l'època, especialment al-Biruní i Nàssir-ad-Din at-Tussí, com especialista a construir astrolabis i altres instruments d'astronomia. Va ajudar en la construcció de l'observatori de Rayy. Va estar sota patronatge del príncep buwàyhida Fakhr-ad-Dawla. Segons
l'estudiós Ubiratan D'Ambrosio és un dels matemàtics a qui s'atribueix el descobriment de la llei esfèrica dels sinus al segle x.

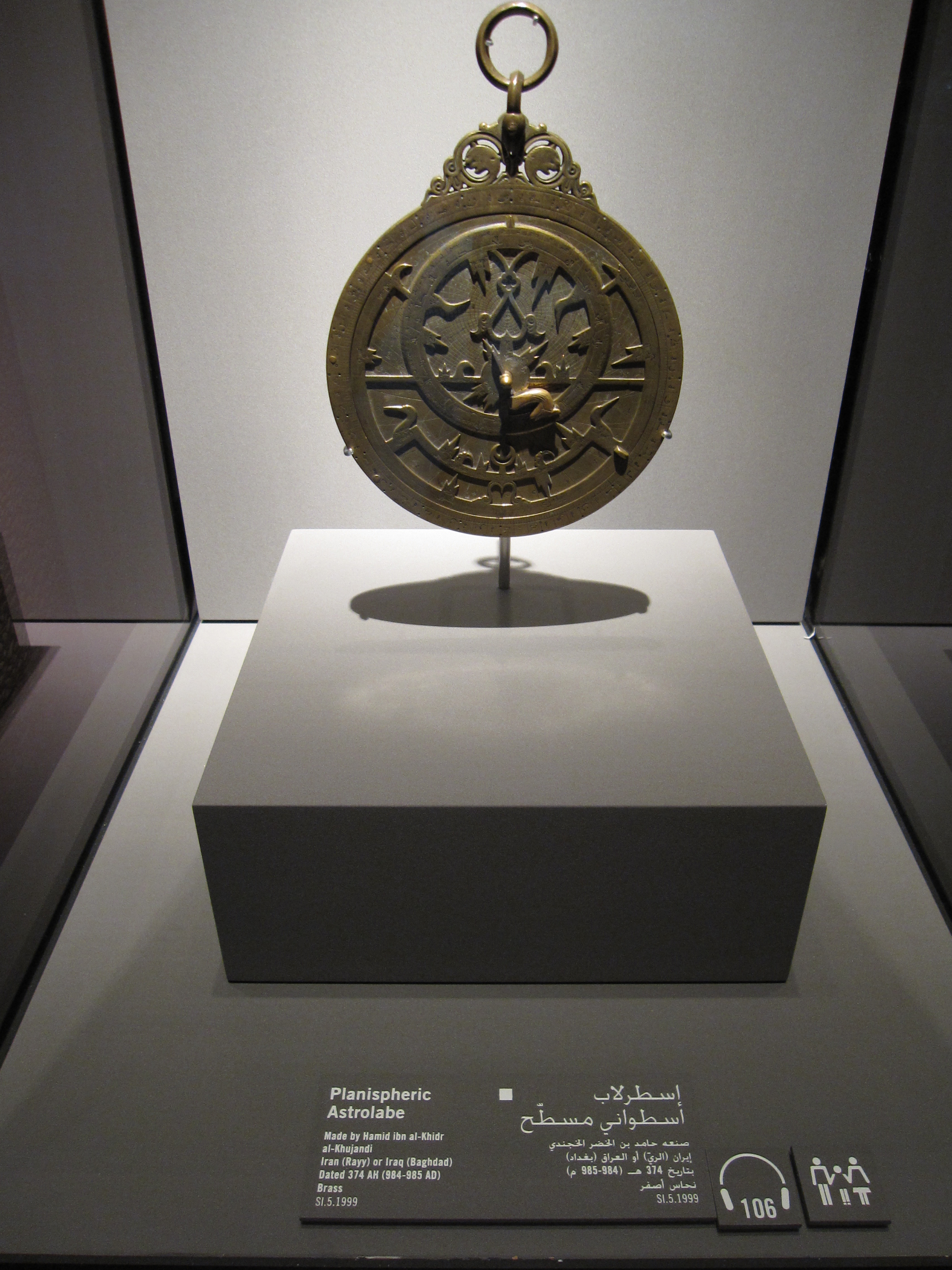
L'astrolabi d'Al Khujandi al Museu d'Art Islàmic de Doha.

Al Khujandí va construir, en els anys 984-986, l'instrument més significatiu i més bonic d'aquesta primera etapa de la ciència islàmica: un astrolabi que representa la culminació de tots els coneixements astronòmics adquirits fins al seu temps. Es conserva al museu d'art islàmic de Qatar.